# MPPED2
MPPED2 (англ. Metallophosphoesterase domain containing 2) – білок, який кодується однойменним геном, розташованим у людей на 11-й хромосомі. Довжина поліпептидного ланцюга білка становить 294 амінокислот, а молекулярна маса — 33 360.
| 10         |  | 20         |  | 30         |  | 40         |  | 50         |
| ---------- |  | ---------- |  | ---------- |  | ---------- |  | ---------- |
| MAHGIPSQGK |  | VTITVDEYSS |  | NPTQAFTHYN |  | INQSRFQPPH |  | VHMVDPIPYD |
| TPKPAGHTRF |  | VCISDTHSRT |  | DGIQMPYGDI |  | LLHTGDFTEL |  | GLPSEVKKFN |
| DWLGNLPYEY |  | KIVIAGNHEL |  | TFDKEFMADL |  | VKQDYYRFPS |  | VSKLKPEDFD |
| NVQSLLTNSI |  | YLQDSEVTVK |  | GFRIYGAPWT |  | PWFNGWGFNL |  | PRGQSLLDKW |
| NLIPEGIDIL |  | MTHGPPLGFR |  | DWVPKELQRV |  | GCVELLNTVQ |  | RRVRPKLHVF |
| GGIHEGYGIM |  | TDGYTTYINA |  | STCTVSFQPT |  | NPPIIFDLPN |  | PQGS       |

A: Аланін

C: Цистеїн

D: Аспарагінова кислота

E: Глутамінова кислота

F: Фенілаланін

G: Гліцин

H: Гістидин

I: Ізолейцин

K: Лізин

L: Лейцин

M: Метіонін

N: Аспарагін

P: Пролін

Q: Глутамін

R: Аргінін

S: Серин

T: Треонін

V: Валін

W: Триптофан

Кодований геном білок за функцією належить до гідролаз. 
Задіяний у такому біологічному процесі, як альтернативний сплайсинг. 
Білок має сайт для зв'язування з іонами металів, іоном марганцю, кобальтом. 